# Antiagregant plachetar
Antiagregantele plachetare reprezintă o clasă de medicamente folosite pentru a inhiba fenomenul de agregare plachetară și formarea trombilor. Tratamentul medicamentos reduce abilitatea de formare a trombilor, prin interferarea cu procesul de activare al plachetelor sangvine în hemostaza primară.

## Utilizare
Frecvent, în practică este necesară utilizarea unei combinații dintre aspirină și un inhibitor P2Y12 (precum clopidogrel, prasugrel, ticagrelor) pentru a crește eficacitatea tratamentului.

## Clasificare
Antiagregantele plachetare sunt clasificate în:
- Inhibitori de ciclooxigenază (ireversibili)
  - Aspirină
  - Triflusal (Disgren)
- Inhibitori ai receptorului ADP
  - Cangrelor (Kengreal)
  - Clopidogrel (Plavix)
  - Prasugrel  (Effient)
  - Ticagrelor (Brilinta)
  - Ticlopidină (Ticlid)
- Inhibitori de fosfodiesterază
  - Cilostazol (Pletaal)
- Antagoniști ai receptorului PAR-1
  - Vorapaxar (Zontivity)
- Inhibitori ai glicoproteinei IIB/IIIA (uz intravenos)
  - Abciximab (ReoPro)
  - Eptifibatidă (Integrilin)
  - Tirofiban (Aggrastat)
- Inhibitori ai recaptării adenozinei
  - Dipiridamol (Persantine)
- Inhibitori de tromboxan
  - Terutroban